# الباب المفرد

## مقدمة
يحتوي المسجد الأقصى المبارك على خمسة عشر بابًا، يُستخدم منها حاليًا عشرة أبواب، بينما تبقى خمسة أبواب مغلقة. تقع ثلاثة من الأبواب المفتوحة على السور الشمالي للمسجد، وهي: باب الأسباط، وباب حطة، وباب العتم. أما الأبواب السبعة الأخرى، فتقع جميعها على السور الغربي، وتشمل: باب القطانين، وباب السلسلة، وباب المطهرة، وباب الحديد، وباب الناظر، وباب القوائم، بالإضافة إلى باب المغاربة، ومنع المسلمون من الدخول منه إلى داخل المسجد.

### الباب المفرد:
يُعد الباب المفرد أحد الأبواب الجنوبية المغلقة الواقعة في الجهة الجنوبية الشرقية من سور المسجد الأقصى المبارك ومدينة القدس القديمة.

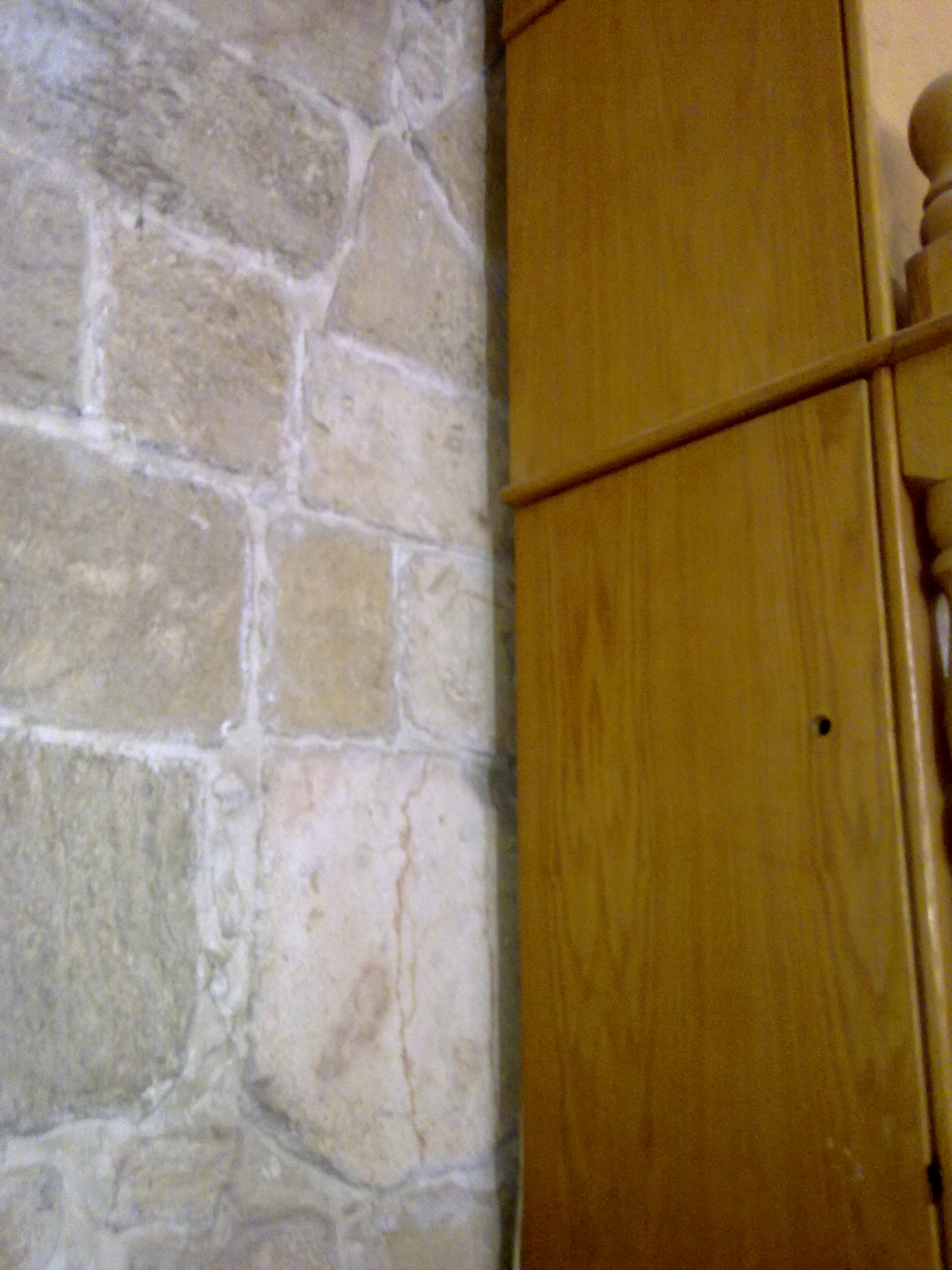

يقع هذا الباب بالقرب من باب الثلاثي المعروف، ويؤدي إلى المصلى المرواني الذي كان يستخدم في العصر الأموي كدعم اصطناعي لبناء المسجد من جهة الجنوب الشرقي.
تمت تسميته بـ 'الباب المفرد' نظرًا لكونه يحتوي على مدخل واحد فقط.

### تاريخ بناء الباب المفرد:
يُرجّح أن تاريخ فتح الباب يعود إلى الفترة العباسية أو الفاطمية، استنادًا إلى الخصائص المعمارية المحيطة به، والتي تتشابه مع أساليب البناء والزخرفة السائدة في تلك العصور، كما تدعم ذلك بعض المصادر التاريخية التي توثق توسعات المسجد الأقصى وإعادة تأهيله خلال هاتين الفترتين.